# Магнолиецветни
Магнолиецветните (Magnoliales) са разред покритосеменни растения. Повечето видове са дървета или храсти с прости листа и едри двуполови цветове. Плодовете им обикновено са мехунки.
В класификацията на Групата по филогения на покритосеменните (APG) от 1998 и 2003 разредът е поставен в групата на магнолиидите и включва 6 семейства:
- Annonaceae – над 2000 вида, повечето тропически
- Degeneriaceae – два вида дървета от тихоокеанските острови
- Eupomatiaceae – два вида дървета и храсти от Нова Гвинея и Източна Австралия
- Himantandraceae – два вида дървета и храсти от Югоизточна Азия и Австралия
- Magnoliaceae (Магнолиеви) – около 225 вида, включително магнолия
- Myristicaceae – няколкостотин вида, включително индийско орехче

Популярната класификация на Кронкуист от 1981 включва в разреда още 5 семейства:
- Austrobaileyaceae
- Canellaceae
- Lactoridaceae
- Winteraceae